# Konso (Sprache)
Konso (Komso, Conso, auch bekannt als Af Kareti, Afa Karatti, Duuro, Fasha, Gato, Karate, Karatti, Kareti und Kholme) ist eine Tieflandostkuschitische Sprache, welche vor allem im Südwesten Äthiopiens gesprochen wird. Sie hat 247'660 Sprecher und ist nicht gefährdet.
Es gibt keine Standardschrift für die Sprache, weshalb es sowohl in der Äthiopischen Schrift als auch in der Lateinischen Schrift geschriebene Text gibt.

## Beispiele
| Konso (lateinische Schrift) | Deutsch |
| --- | --- |
| ikka kiine ‘Ha awsee aayyaaʛ ʛeetti ka luʛʛisa piɗɗiteeyye anka piʃaaʔ ʔanninnooyye, iʃeennaʔ ʔiʛeetti ka kulpaawuppah hooffaa ʛuʔti ka inantaaɗiʔ a feyyaáɗ ɗaassi. | Und sie sagte: "Weißt du, als Mutter an diesem Tag den Hautrock kaufte und wir Wasser holen wollten, gab sie mir eine Kalebasse mit Löchern und ihrer Tochter eine in gutem Zustand." |
| iʃeeɗɗaa oorine karmaa ana akkay ka ɗeyay ka kiine ‘Kin ɗamam irroota sakaliʔ ʔanan anta ka a kunɗattatiʔ ʔana lekkissa?’                                            | Und dann sah mich ein Löwe und kam und sagte: "Soll ich hochklettern oder kommst du runter und trägst mich über neun Berge und lässt mich am zehnten runter?"                         |
| ikka kiine ‘Kuliʔ ʔinantaaynu aytamut tikupa ɗeʔta ka inu tooyyita?’                                                                                                 | Und er sagte: "Also, Schwester, wann wirst du nach Hause kommen und uns besuchen?" |